# Zephyrhills
Pour la marque d’eau de source américaine, voir Zephyrhills (eau).
Zephyrhills est une ville américaine du comté de Pasco, en Floride.
La ville doit son nom aux vents frais qui soufflent sur les collines (hills en anglais) de cette partie de la Floride. Zéphyr est en effet la personnification du vent d'ouest chez les Grecs.

## Démographie
| 1920 | 1930 | 1940  | 1950  | 1960  | 1970  |
| ---- | ---- | ----- | ----- | ----- | ----- |
| 577  | 748  | 1 252 | 1 826 | 2 887 | 3 369 |

| 1980  | 1990  | 2000   | 2010   | - | - |
| ----- | ----- | ------ | ------ | - | - |
| 5 742 | 8 220 | 10 833 | 13 288 | - | - |

Selon le recensement de 2010, Zephyrhills compte 13 288 habitants. La municipalité s'étend sur 8,94 milles carrés (23,15 km2), dont 8,88 milles carrés (23 km2) de terres.